# Idioma guarijío
El guarijío (también huarijío, warijío o varijío) es una lengua utoazteca hablada por aproximadamente 1 313 personas en el noroeste de México, muchos de los cuales, especialmente mujeres, son monolingües.

## Clasificación
Según el Ethnologue el guarijío se clasifica de la siguiente manera: 
- Lenguas uto-aztecas
  - Uto-aztecas del sur
    - Sonorense
      - Tarahumarano
        - Guarijío

## Distribución geográfica
Existen un par de regionalismos  del idioma o variedades geográficas de guarijío, conocidas como guarijío de la sierra y guarijío del río. El idioma  de la sierra se habla principalmente en el oriente del municipio de Uruachi (con algunos hablantes en el municipio de Moris al norte y el municipio de Chínipas al sur) y en los alrededores de Arechuyvo, en el estado de Chihuahua. El idioma  del río se encuentra al suroeste, la mayoría de los hablantes habitan a orillas del río Mayo y el arroyo Guajaray, al norte de San Bernardo, municipio de Álamos, en el estado de Sonora.
Los guarijíos de la sierra llaman -macurawe o -makulái a los guarijíos del río y se llaman a sí mismos -warihó. Los guarijios de río se llaman así mismo -warihío y llaman a los de la sierra "tarahumaras". Aunque estos dialectos presentan diferencias sistemáticas no son muy diferentes entre sí. No hay mucho contacto entre los dos grupos y aunque los dialectos son claramente diferentes, lingüísticamente no son muy diferentes, a pesar de que los hablantes dicen que el entendimiento mutuo es difícil.

### Variedades
Conforme al INALI, el guarijío tiene dos variantes:
- Guarijío del norte o warihó. Tiene 696 hablantes aproximadamente.[2]
- Guarijío del sur o makurawe. Tiene 617 hablantes aproximadamente.[2]

### Estatus oficial
Este idioma junto con todos los idiomas indígenas de México y el español fueron reconocidas como "lenguas nacionales" debido a la Ley General de Derechos Lingüísticos de los Pueblos Indígenas promulgada y publicada en el año 2003.

## Fonología
A continuación se muestran los cuadros de vocales y consonantes que cuenta el idioma guarojío .

### Vocales
|         | Anterior | Central | Posterior |
| ------- | -------- | ------- | --------- |
| Cerrada | i        |         | u         |
| Media   | e        |         | o         |
| Abierta |          | a       |           |

El guarijío distingue entre vocales largas y breves y el acento es fonémico. 

### Consonantes
El inventario de consonantes del guarijío del norte incluye:
|                | labial | labial | alveolar | alveolar | palatal | palatal | velar | velar | glotal | glotal |
| -------------- | ------ | ------ | -------- | -------- | ------- | ------- | ----- | ----- | ------ | ------ |
| oclusiva sorda | p      | p      | t        | t        |         |         | k     | k     | ʔ      | ʔ      |
| africada       |        |        |          |          | tʃ ͡     | tʃ ͡     |       |       |        |        |
| fricativa      |        |        | s        | s        | (ʃ)     | (ʃ)     |       |       | h      | h      |
| aproximantes   | w      | w      | l, ɾ     | l, ɾ     | j       | j       |       |       |        |        |
| nasal          | m      | m      | n        | n        |         |         |       |       |        |        |

- Las oclusivas /p, t, k/ tienen alófonos sordos [p, t, k] y sonoros [b, ɾ, g]. Los alófonos [b],[g] aparecen cuando los fonemas /p, k/ van entre dos vocales, la segunda de las cuales es sorda. El alófono [ɾ] de /t/ aparece entre dos vocales átonas postónicas.
- El fonema /s/ además de alófono principal [s] tiene [ʃ] ante /i/, en ciertos casos la vocal /i/ "cae" lo cual produce un contraste fonológico entre /s/ y /ʃ/ a final de sílaba.

## Gramática
El guarijío tiene un rasgo tipológicamente raro consistente en tener como orden básico el orden sintáctico objeto verbo sujeto (OVS). De todas las ordenaciones posibles esta es la que menos se encuentra entre las lenguas del mundo (muchas otras lenguas utoaztecas presentan un orden SOV o VSO).
La morfología nominal es relativamente simple, al igual que en náhuatl el nombre presenta dos formas básicas de singular son:
- La forma de absolutivo marcada por el sufijo /-la/ o cero (en náhuatl /-tli/ o cero)
- La forma poseída marcada por el sufijo /-wa/ (en náhuatl /-wi/).

Las formas de plural, al igual que en náhuatl, son de dos tipos: por reduplicación de la sílaba inicial o marcadas por el sufijo procedente del proto-utoazteca *-mi (las diferencias principales son en náhuatl aparecen otras marcas secundarias de plural y también que se hace un uso mucho más restringido de la reduplicación).